# Brunswick-Halbinsel
Die Brunswick-Halbinsel (auch „Braunschweig-Halbinsel“, spanisch Península de Brunswick) ist der südlichste Teil des südamerikanischen Festlandes, mit dem südlichsten Punkt Kap Froward. Sie liegt in der Región XII in Chile und an der Magellan-Straße. Größte Stadt der Halbinsel ist Punta Arenas. Die Gemeinde Punta Arenas besteht aus der Halbinsel sowie einigen benachbarten Inseln.

## Name
Die Halbinsel wurde von englischen Entdeckern zu Ehren von Friedrich Wilhelm Herzog von Braunschweig-Wolfenbüttel benannt, der mit dem Herzog von Wellington in der Schlacht bei Quatre-Bras gegen Napoleon im Jahre 1815 kämpfte; Friedrich Wilhelm starb in der Schlacht. Brunswick ist der historische Name der Stadt und des ehemaligen Herzogtums Braunschweig in Deutschland.

## Sonstiges
Auf der Halbinsel, gut 50 km südlich von Punta Arenas, befindet sich das 1977 eingerichtete Nationalreservat Laguna Parrillar. Es hat eine Fläche von 184 km² und liegt zwischen 300 und 650 m ü. M.

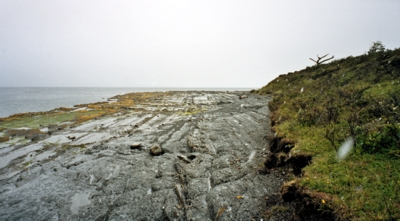
Küste bei Puerto del Hambre

Noch weiter südlich liegen Puerto del Hambre (wörtlich „Hafen des Hungers“, französisch Port Famine) und Fuerte Bulnes an der Buena Bay. Am Puerto del Hambre wurde im März 1584 von Pedro Sarmiento de Gamboa eine Siedlung gegründet. Die ersten spanischen Siedler erlitten aufgrund der kargen Vegetation den Hungertod. Der englische Pirat Thomas Cavendish fand 1587 die Ruinen der Siedlung, und seit 1968 haben die Ruinen den Status eines Nationalmonuments.
Interessanterweise wird die Brunswick-Halbinsel kaum als südliches Ende Südamerikas wahrgenommen. In dieser Hinsicht laufen ihr das Kap Hoorn, die Diego-Ramírez-Inseln und Feuerland den Rang ab.